# Margo Lanagan
Margo Lanagan (Newcastle, 5 giugno 1960) è una scrittrice australiana di narrativa fantasy e di fantascienza.

## Biografia
Nata nel 1960 a Newcastle, vive e lavora a Sydney.
Dopo gli studi di storia all'Università di Perth e Sydney, ha lavorato come aiuto-cuoca, venditrice di enciclopedie e, per dieci anni, editor freelance.
Nel corso della sua carriera ha pubblicato numerosi romanzi e racconti celandosi anche dietro pseudonimi e attraversando generi quali il fantasy, la fantascienza e la narrativa young-adult.
Tra i riconoscimenti ottenuti si segnalano tre premi World Fantasy ottenuti in altrettante categorie.

## Opere principali

### Romanzi
- Gioco selvaggio (WildGame, 1991), Milano, Fabbri, 2002 traduzione di Maria Concetta Scotto di Santillo ISBN 88-451-8011-5.
- The Tankermen (1992)
- The Best Thing (1995)
- Sogni rubati (Touching Earth Lightly, 1995), Trieste, EL, 1997 traduzione di Paola Mazzarelli ISBN 88-477-0128-7.
- Walking Through Albert (1998)
- Treasure-Hunters of Quentaris (2004)
- The Singing Stones (2007)
- Click (2007)
- Tender Morsels (2008)
- Sea Hearts (2012)
- Zerøes: ogni potere ha il suo prezzo (Zeroes, 2015) con Scott Westerfeld e Deborah Biancotti, Arzano, Dana, 2017 	traduzione di Simone Buttazzi ISBN 978-88-94213-40-9.
- Swarn con Scott Westerfeld e Deborah Biancotti (2016)

### Romanzi firmati Melanie Carter
- The Cappuccino Kid (1991)

### Romanzi firmati Belinda Hayes
- Star of the Show (1991)
- The Girl in the Mirror (1991)

### Romanzi firmati Gilly Lockwood
- Nowhere Girl (1992)
- Misty Blues (1993)
- On the Wildside (1993)

### Romanzi firmati Mandy McBride
- Temper, Temper (1990)
- New Girl (1992)
- Cover Girl (1992)

### Racconti
- White Time (2000)
- Black Juice (2004), Varese, Giano, 2006 traduzione di Gaja Lombardi Cenciarelli ISBN 88-7420-078-1.
- Red Spikes (2006)
- Yellowcake (2011)
- Cracklescape (2012)

## Premi e riconoscimenti
- Premio World Fantasy per la miglior raccolta di racconti: 2005 per Black Juice
- Premio World Fantasy per il miglior romanzo: 2009 per Tender Morsels
- Premio World Fantasy per il miglior romanzo breve: 2010 per Sea-Hearts